# Zapasy na Letnich Igrzyskach Olimpijskich 1948 – kategoria do 73 kg w stylu wolnym
Zmagania mężczyzn do 73 kg to jedna z ośmiu męskich konkurencji w zapasach w stylu wolnym rozgrywanych podczas Letnich Igrzysk Olimpijskich 1948. Pojedynki w tej kategorii wagowej odbyły się w dniach 29–31 lipca.
Punktacja opierała się na systemie „złych punktów karnych”. Przegrany otrzymywał 3 punkty za „łopatki” lub jednomyślną przegraną, a dwa punkty za porażkę 2-1. Zwycięzca otrzymywał jeden punkt za wygraną 2-1, a w pozostałych przypadkach zero. W każdej z rund odpadł zawodnik, który zgromadził łącznie pięć punktów lub więcej.

## Klasyfikacja[1]
| Lp. | Państwo           | Zawodnik              |
| --- | ----------------- | --------------------- |
| 1   | Turcja            | Yaşar Doğu            |
| 2   | Australia         | Dick Garrard          |
| 3   | Stany Zjednoczone | Leland Merrill        |
| 4   | Francja           | Jean-Baptiste Leclerc |
| 5   | Węgry             | Kálmán Sóvári         |
| 6   | Szwecja           | Frans Westergren      |
| 7   | Kanada            | Harry Peace           |
| .   | Szwajcaria        | Willy Angst           |
| .   | Iran              | Abbas Zandi           |
| .   | Korea Południowa  | Hwang Byeong-gwan     |
| 11  | Egipt             | Adel Ibrahim Moustafa |
| .   | Indie             | Anant Bhargava        |
| 13  | Wielka Brytania   | Don Irvine            |
| .   | Meksyk            | Eduardo Estrada       |
| 15  | Belgia            | Louis Culot           |
| .   | Finlandia         | Aleksanteri Keisala   |

## Wyniki
* „Łopatki” (ang. fall, touche) – pozycja w której zawodnik dotyka łopatkami maty (oznaczająca koniec walki).

### Pierwsza runda[2]
| Zwycięzca             | Punkty karne | Wynik        | Przegrany             | Punkty karne |
| --------------------- | ------------ | ------------ | --------------------- | ------------ |
| Kálmán Sóvári         | 1            | Decyzja, 3:0 | Aleksanteri Keisala   | 3            |
| Dick Garrard          | 1            | Decyzja, 3:0 | Willy Angst           | 3            |
| Yaşar Doğu            | 0            | Łopatki      | Anant Bhargava        | 3            |
| Abbas Zandi           | 0            | Łopatki      | Eduardo Estrada       | 3            |
| Jean-Baptiste Leclerc | 1            | Decyzja, 3:0 | Adel Ibrahim Moustafa | 3            |
| Hwang Byeong-gwan     | 1            | Decyzja, 3:0 | Louis Culot           | 3            |
| Leland Merrill        | 1            | Decyzja, 3:0 | Harry Peace           | 3            |
| Frans Westergren      | 1            | Decyzja, 2:1 | Don Irvine            | 2            |

### Druga runda[3]
| Zwycięzca             | Punkty karne | Wynik        | Przegrany           | Punkty karne |
| --------------------- | ------------ | ------------ | ------------------- | ------------ |
| Dick Garrard          | 2            | Decyzja, 2:1 | Kálmán Sóvári       | 3            |
| Willy Angst           | 4            | Decyzja, 3:0 | Aleksanteri Keisala | 6            |
| Anant Bhargava        | 4            | 2-1          | Eduardo Estrada     | 5            |
| Yaşar Doğu            | 0            | Łopatki      | Abbas Zandi         | 3            |
| Adel Ibrahim Moustafa | 4            | Decyzja, 2:1 | Hwang Byeong-gwan   | 3            |
| Jean-Baptiste Leclerc | 2            | Decyzja, 3:0 | Louis Culot         | 6            |
| Leland Merrill        | 2            | Decyzja, 3:0 | Frans Westergren    | 4            |
| Harry Peace           | 3            | Łopatki      | Don Irvine          | 5            |

### Trzecia runda[4]
| Zwycięzca             | Punkty karne | Wynik        | Przegrany             | Punkty karne |
| --------------------- | ------------ | ------------ | --------------------- | ------------ |
| Kálmán Sóvári         | 4            | Decyzja, 2:1 | Willy Angst           | 6            |
| Dick Garrard          | 2            | Łopatki      | Anant Bhargava        | 7            |
| Yaşar Doğu            | 0            | Łopatki      | Adel Ibrahim Moustafa | 7            |
| Frans Westergren      | 5            | Decyzja, 3:0 | Harry Peace           | 6            |
| Jean-Baptiste Leclerc | 3            | Decyzja, 3:0 | Abbas Zandi           | 6            |
| Leland Merrill        | 3            | Decyzja, 3:0 | Hwang Byeong-gwan     | 6            |

### Czwarta runda[5]
| Zwycięzca      | Punkty karne | Wynik     | Przegrany             | Punkty karne |
| -------------- | ------------ | --------- | --------------------- | ------------ |
| Yaşar Doğu     | 0            | Łopatki   | Kálmán Sóvári         | 7            |
| Dick Garrard   | 2            | Łopatki   | Jean-Baptiste Leclerc | 6            |
| Leland Merrill | 3            | Bez walki |                       |              |

### Piąta runda[6]
| Zwycięzca      | Punkty karne | Wynik        | Przegrany    | Punkty karne |
| -------------- | ------------ | ------------ | ------------ | ------------ |
| Leland Merrill | 4            | Decyzja, 2:1 | Dick Garrard | 4            |
| Yaşar Doğu     | 0            | Bez walki    |              |              |

### Szósta runda[7]
| Zwycięzca    | Punkty karne | Wynik        | Przegrany      | Punkty karne |
| ------------ | ------------ | ------------ | -------------- | ------------ |
| Yaşar Doğu   | 1            | Decyzja, 3:0 | Leland Merrill | 7            |
| Dick Garrard | 4            | Bez walki    |                |              |

### Siódma runda[8]
| Zwycięzca  | Punkty karne | Wynik   | Przegrany    | Punkty karne |
| ---------- | ------------ | ------- | ------------ | ------------ |
| Yaşar Doğu |              | Łopatki | Dick Garrard |              |